# Document no.10
A do you need a place to stay?, a Waifle és a Pg. 99 közös kiadványa egy 2001 márciusában felvett koncert hanganyaga, amit a 93.1 KSCL rádió adott le, és ezt az anyagot adták ki a Magic Bullet kiadónál ami mellesleg a Waifle frontemberének Brent Eyerstone-nak a kiadója.

## Számok listája

### A oldal (Waifle)
1. intro + a death at willougnby spit (live)
2. calling you ten nights in a row (live)
3. cold harbor (live)
4. croaker norge (live)
5. under a swarm of black birds (live)
6. watch out for the button in the glovebox (live)
7. waifle- the most dreaded fate imaginable (live)
8. hook line and sinker (live)

### B oldal (Pg. 99)
1. intro
2. ruiner of life (live)
3. punk rock in the wrong hands (live)
4. we left as skeletons (live)
5. in love with an apparition (live)
6. your face is a rape scene (live)